# شيريل باتون
شيريل باتون (بالإنجليزية: Cheryl Patton)‏ هي متسابقة ملكة الجمال وعارضة أمريكية، ولدت في 1945 في ميامي في الولايات المتحدة.